# 諜報局破壊班員
『諜報局破壊班員』（ちょうほうきょくはかいはんいん）は、大藪春彦が1965年に発表したハードボイルド・スパイ小説。
1964年に「伊達邦彦地球を駆ける - モナコ王国危機一発」の題で「アサヒ芸能」に連載され、翌年に徳間書店から単行本が刊行された。以後、1989年までの刊本には「伊達邦彦地球を駆ける」という副題が付された。現在は電子書籍化されている。

## あらすじ
電器会社乗っ取りに失敗し、日本を脱出した伊達邦彦は、イギリスの別荘でひっそりと生活していた。だが、日本での悪事を知った英国秘密諜報部（MI6）が接触。特殊訓練を受け、諜報局破壊班員「YZ-9」の分類番号を与えられた。
モナコで行われていたカー・レース大会で、突如出場車の一台が火を噴いた。そのままメイン・スタンドに転落、後続の車も巻き込まれる大事故となった。しかし、その騒ぎの途中で王国王子と王女が誘拐されてしまう。後日、5億フランを要求する手紙が舞い込む。誘拐犯が大富豪、アントン・アナシスであるとの確信を得た英国諜報部は「YZ-9」伊達邦彦をモナコへ派遣。邦彦を待ち受けるは敵との緊迫の駆け引きだった。

## 登場人物
伊達邦彦
英国諜報部所属「YZ-9」の分類番号を与えられた破壊工作員。
ピエール
宝石店「正直堂」店長を仮の姿とする伊達の協力者。
アントン・アナシス
大富豪。船の売買によって成功する。王子と王女の誘拐の主犯と見られている。

## 出版履歴
- 1964年 - 「アサヒ芸能」に、「伊達邦彦地球を駆ける - モナコ王国危機一発」の題で6月7日から11月29日まで25回連載。挿絵は大塚清六。
- 1965年 - 大藪春彦ホット・ノベル・シリーズ1
- 1981年 - 徳間文庫
- 1987年 - 角川文庫
- 1989年 - トクマ・ノベルス
- 1997年 - 光文社文庫